# Leopold Perl
Moritz Leopold Perl  (* 17. Januar 1845 in Berlin; † 25. August 1909 ebenda) war ein deutscher Mediziner.

## Leben
Perl wurde als Sohn des Kommissionärs und späteren Kaufmanns Joel Levin Perl und dessen Ehefrau Ernestine, geb. Jaffe, in der Rosenthalerstraße 55 geboren. Seit dem 7. Lebensjahr besuchte er das Friedrichs-Gymnasium und legte dort Ostern 1862, mit 17 Jahren, sein Abitur ab. Nach anfänglichem Jura-Studium studierte er später Medizin in Berlin und wurde dort 1866 promoviert. Am 27. März 1867 wurde er als praktischer Arzt, Wundarzt und Geburtshelfer approbiert. Anschließend war er Arzt am Jüdischen Krankenhaus Berlin und an der Universitäts-Poliklinik. 1870/1871 nahm er am Deutsch-Französischen Krieg teil und erhielt daraufhin 1872 das Eiserne Kreuz II. Klasse am weißen Bande. 1875 habilitierte er sich und wurde am 20. Februar 1875 Privatdozent an der Universität Berlin (medizinische Diagnostik, innere Medizin, Balneologie). Am 6. Dezember 1878 heiratete Leopold Perl Wanda Kronthal in Posen, eine Verwandte des Unternehmers Arthur Kronthal. Am 16. November wurde er Sanitätsrat. Einige Jahre später im März 1906 erhielt er den Titel Geheimer Sanitätsrat.
Perl verstarb am 25. August 1909 in seiner Wohnung in der Schaperstraße 30 in Wilmersdorf. Als Todesursache wurde Schüttellähmung und Lungenentzündung angegeben. Er wurde am 27. August auf dem Jüdischen Friedhof Weißensee beigesetzt. Leopold Perl hatte zwei Kinder: eine Tochter Elfriede, die 1904 Dr. med. Willy Sturmann heiratete, und eine Tochter Katharina (kurz Käthe) Perl.

## Werk
Perl veröffentlichte Arbeiten über experimentelle Pathologie, physiologische Chemie, öffentliche Hygiene und über Diagnostik (z. B. Auskultation).
Er war Autor auf dem Gebiet der Balneologie in der Real-Encyclopädie der gesammten Heilkunde. Nach ihm sind das Perl-Bad mit Sauerstoff oder Kohlendioxid zur Bildung einer „Gasperlenschicht“ und das Perl-Gerät zur Extensions-Lagerungsbehandlung in der Orthopädie benannt worden.

## Schriften
- Leopold Perl und Dr. H. Lippmann: Experimenteller Beitrag zur Lehre von der Lungenblutung. In: Rudolf Virchow (Hrsg.): Archiv für pathologische Antomie und Physiologie und für klinische Medizin. Band 51. Georg Reimer, Berlin 1870, S. 381 (archive.org).
- Leopold Perl und Rudolf Virchow: Ein Fall von Sarkom der Vena cava inferior. In: Rudolf Virchow (Hrsg.): Archiv für pathologische Antomie und Physiologie und für klinische Medizin. Band 53. Georg Reimer, Berlin 30. November 1872, S. 381.
- Leopold Perl: Anatomische Studien über compensatorische Nierenhypertrophie. In: Rudolf Virchow (Hrsg.): Archiv für pathologische Antomie und Physiologie und für klinische Medizin. Band 56. Georg Reimer, Berlin 30. November 1872, S. 318 (archive.org).
- Leopold Perl: Ueber den Einfluss der Anämie auf die Ernährung des Herzmuskels. In: Rudolf Virchow (Hrsg.): Archiv für pathologische Antomie und Physiologie und für klinische Medizin. Band 59. Georg Reimer, Berlin 1874, S. 39–51.
- Leopold Perl: Ueber die Resorption der Kalksalze. In: Rudolf Virchow (Hrsg.): Archiv für pathologische Antomie und Physiologie und für klinische Medizin. Band 74. Georg Reimer, Berlin.
- Beiträge zu Albert Eulenburgs Real-Encyclopädie der gesammten Heilkunde. Erste Auflage.
  - Band 3 (1880) (Digitalisat), S. 310–320: Clima
  - Band 5 (1881) (Digitalisat), S. 527–531: Gebirgsclima
  - Band 7 (1881) (Digitalisat), S. 374–375: Kiefernadelbäder; S. 684–685: Künstliche Mineralwässer
  - Band 11 (1882) (Digitalisat), S. 641–642: Sandbäder
  - Band 12 (1882) (Digitalisat), S. 439–444: Seebäder; S. 444–448: Seeclima
  - Band 14 (1883) (Digitalisat), S. 674–676: Winterkuren
  - Band 15 (1883) (Digitalisat), S. 179–181 (Nachträge): Ferienkolonien